# Erasmus Ungebaur

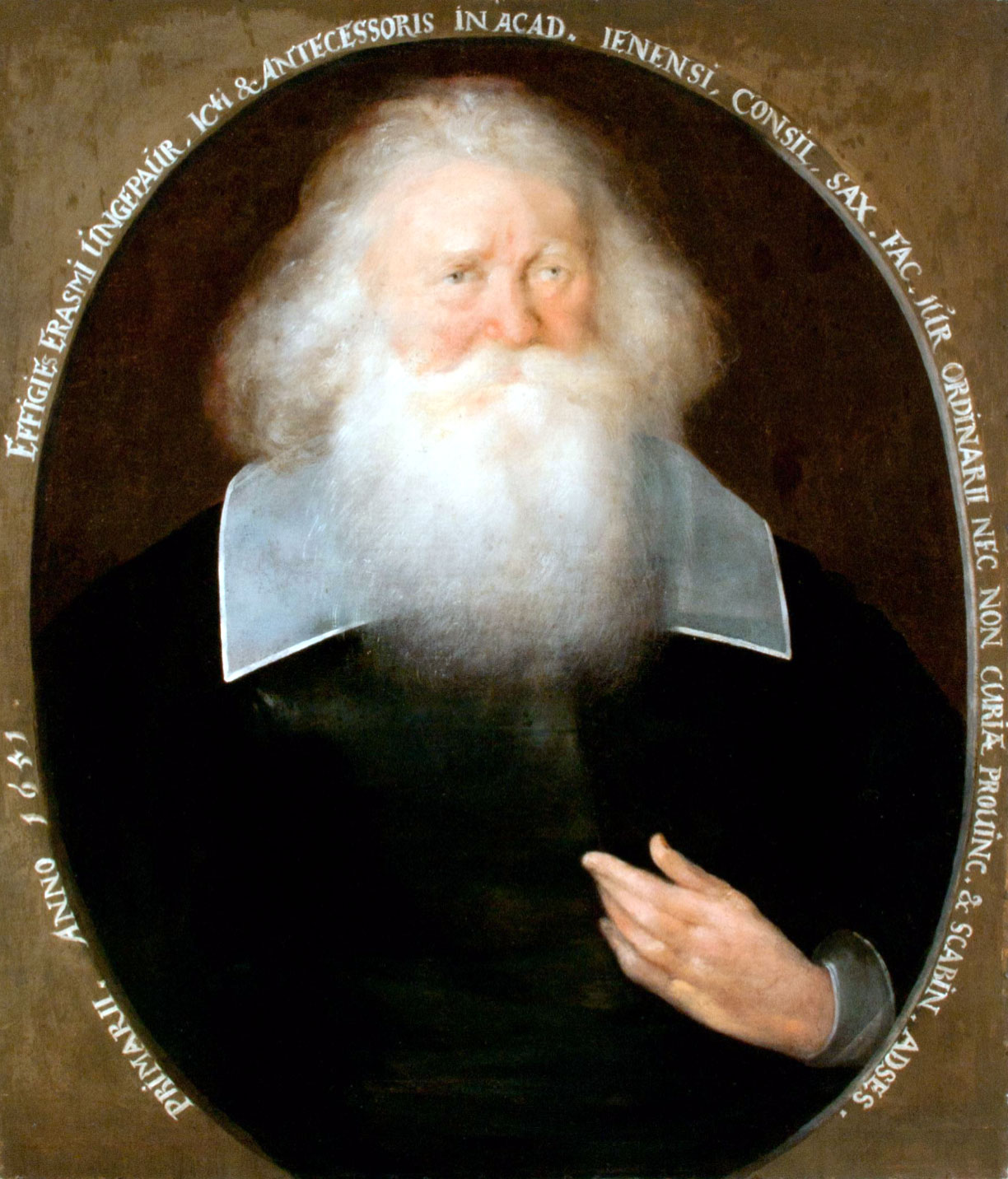
Erasmus Ungebaur

Erasmus Ungebaur (auch: Ungebauer, Ungepauer, Ungepaur; * 2. Februar 1582 in Naumburg (Saale); † 23. April 1659 in Jena) war ein deutscher Rechtswissenschaftler.

## Leben
Der Sohn des Fleischers Matthäus Ungebaur und dessen Frau Walburga Zimmermann, hatte bereits seinen Vater im Alter von einem halben Jahr verloren. Vor allem seine Mutter mühte sich, dass er seinen Schulbesuch absolvieren konnte. So konnte er bereits im Alter von 16 Jahren die Universität Jena beziehen. Seine Studien setzte er 1603 an der Universität Wittenberg fort. 1606 kehrte er nach Jena zurück, promovierte am 17. Februar 1612 zum Doktor der Rechte und wurde im Oktober 1614 zum außerordentlichen Professor des Lehnsrechts an der Universität Altdorf berufen.
Hier stieg er am 17. Dezember 1616 zum ordentlichen Professor der Pandekten auf, wurde beratender Jurist sowie Konsulent der Stadt Nürnberg und war 1621 Rektor der Universität Altdorf. Nach dem Tod von Andreas Dinner (1579–1633) übernahm er 1634 die erste Professur des Kodex. Da 1635 in Nürnberg eine Inflation stattfand und die Landesobrigkeit einen Wechsel in Religionsfragen erwog, versuchte er einen Stellungswechsel zu erreichen. Dadurch, dass Valentin Riemer an der Universität Jena gestorben war, wechselte er an die Universität Jena, wo er zugleich mit seiner Professur Assessor am fürstlich sächsischen Hofgericht und am Schöppenstuhl wurde.
1636 stieg er zum dritten Assessor am Hofgericht auf, wurde 1637 Senior der Juristenfakultät und 1641 erster Professor der Jenaer Hochschule. Auch in Jena hatte er sich an den organisatorischen Aufgaben der Hochschule beteiligt und war in den Sommersemestern 1640 und 1652 Rektor der Alma Mater. Er starb an Altersschwäche und wurde am 27. April 1659 in der Collegienkirche in Jena begraben.

## Familie
Ungebaur war zwei Mal verheiratet. Seine erste Ehe schloss er am 17. Februar 1612 in Jena mit Gertraud († 1640), der Tochter des Aktuars am Jenaer Schöppenstuhl Adam Listemann. Aus dieser Ehe sind vier Söhne und zehn Töchter hervorgegangen, wovon vier Töchter den Vater überlebten. Seine zweite Ehe schloss er am 2. November 1646 mit Anna Sophia Mylius, der Witwe des Sekretärs der Universität Jena und Aktuars am Schöppenstuhl Johann Christoph Kummer († 25. Juli 1641), der Tochter des Notars und Stadtsyndikus in Herzberg Georg Mylius und seiner Frau Catharina Mylius, der Tochter des Georg Mylius (Theologe, 1548). Aus der Ehe sind zwei Söhne hervorgegangen. Von den Kindern kennt man:
- Helena Blandina Ungebaur verh. 26. August 1645 in Jena mit dem Juristen Ernst Friedrich Schröter
- Clara Ungebaur verh. 1655 mit dem Juristen und Professor in Jena Johann Strauch II.
- Magaretha Catharina Ungebaur verh. mit dem Stadtschreiber in Stollberg Johann Lucas Gruber
- Ursula Ungebaur verh. mit dem Gerichtsschreiber in Jena Philipp Hirsch
- Susanna Ungebaur
- Tochter NN. verheiratet mit Aktuar des Jenaer Ratsgerichtes Philipp Hirsch
- Christoph Erasmus Ungebaur
- Christian Ungebaur (* 30. September 1652 in Jena; † 17. November 1652 ebd.)

## Werke (Auswahl)
- Commentarius super Decretales. Jena 1662, 1672
- Exercitia justianianea. Nürnberg 1625, Jena 1660, 1672
- Collegium Feudale.
- Decisiones juris controversi.